# 3482 Lesnaya
3482 Lesnaya eller 1975 VY4 är en asteroid i huvudbältet som upptäcktes den 2 november 1975 av den ryska astronomen Tamara Smirnova vid Krims astrofysiska observatorium på Krim. Den har fått sitt namn efter byn Lesna.
Asteroiden har en diameter på ungefär 12 kilometer.